# Rosulabryum campylothecium
Rosulabryum campylothecium là một loài Rêu trong họ Bryaceae. Loài này được (Taylor) J.R. Spence miêu tả khoa học đầu tiên năm 1996.